# Paul Brandt (Musiker)

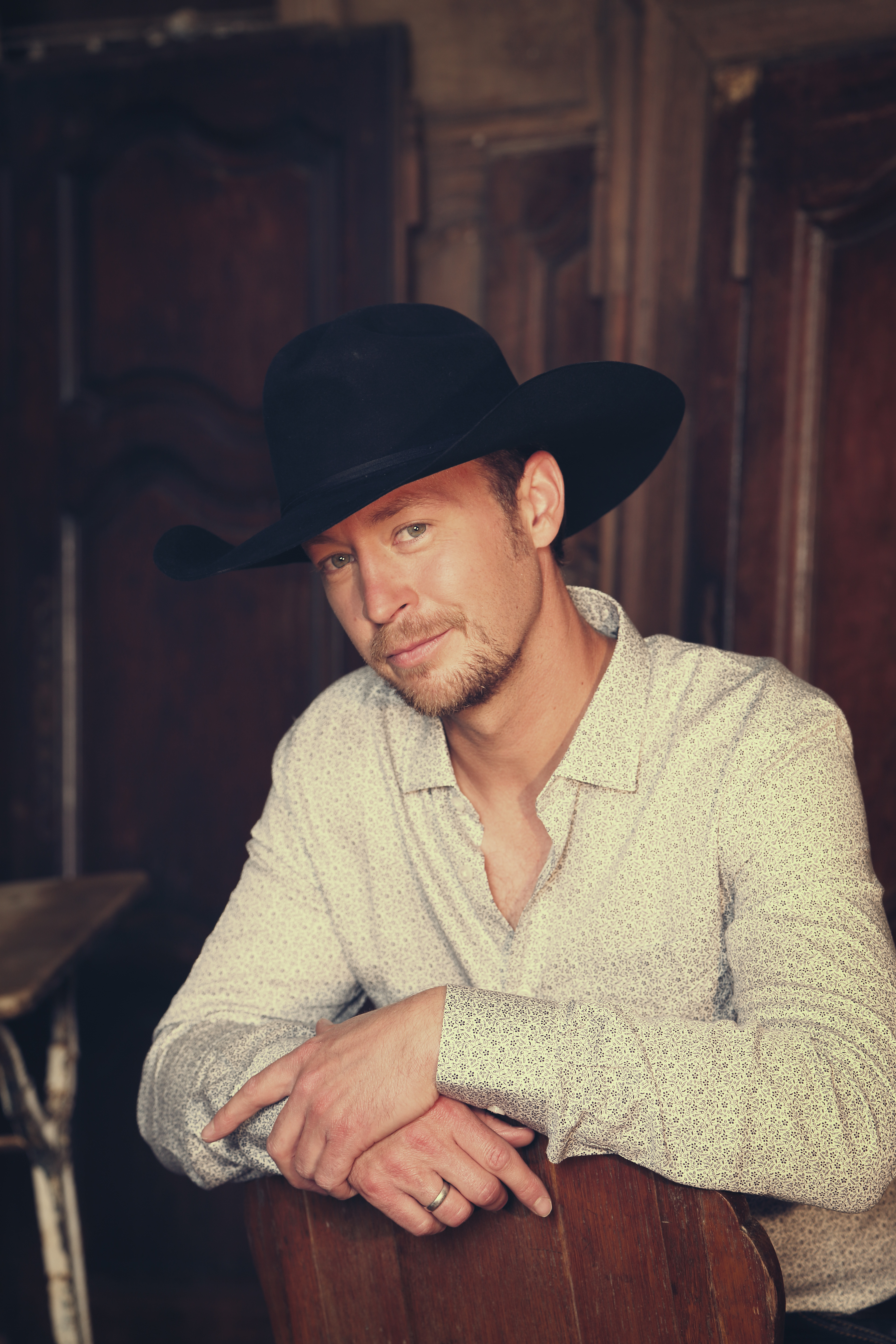
Paul Brandt (2012)

Paul Brandt (* 21. Juli 1972 in Calgary, Alberta; eigentlich Paul Rennee Belobersycky) ist ein kanadischer Country-Sänger.

## Leben
Nach einer Ausbildung als Krankenpfleger arbeitete Paul Brandt zwei Jahre in einem Kinderkrankenhaus. Während dieser Zeit nahm er an verschiedenen Talentwettbewerben teil, bei denen er selbstgeschriebene Songs vortrug. 1993 gewann er die Kategorie "Best Original Canadian Country Song" mit Calm Before The Storm. Nashville wurde auf den jungen Nachwuchssänger aufmerksam. 1995 unterschrieb er beim Reprise-Label einen Schallplattenvertrag.
1996 wurde seine Debüt-Single My Heart Has a History veröffentlicht, die in Kanada Platz eins erreichte. Das im gleichen Jahr produzierte Album Calm Before The Storm wurde mehr als eine Million Mal verkauft. Die Single I Do platzierte sich an der Spitze der US-Country-Charts.

## Diskografie

### Alben
| Jahr | Titel                 | Höchstplatzierung, Gesamtwochen, AuszeichnungChartplatzierungen (Jahr, Titel, Platzierungen, Wochen, Auszeichnungen, Anmerkungen) | Höchstplatzierung, Gesamtwochen, AuszeichnungChartplatzierungen (Jahr, Titel, Platzierungen, Wochen, Auszeichnungen, Anmerkungen) | Anmerkungen |
| Jahr | Titel                 | US | Country | Anmerkungen |
| ---- | --------------------- | --- | --- | ----------- |
| 1996 | Calm Before The Storm | US102 Gold · (30 Wo.)US | Country14 (52 Wo.)Country |             |
| 1997 | Outside The Frame     | — | Country50 (8 Wo.)Country |             |
| 1999 | That’s The Truth      | — | Country56 (3 Wo.)Country |             |

Weitere Alben
- 1997: A Paul Brandt Christmas …
- 2000: What I Want To Be Remembered For
- 2001: Small Towns And Big Dreams
- 2004: This Time Around (CA: Platin)
- 2007: Risk (CA: Gold)
- 2011: Give It Away
- 2018: The Journey YYC: Vol. 1 (EP)
- 2018: The Journey BNA: Vol. 2 (EP)

### Singles
| Jahr | Titel Album                                                       | Höchstplatzierung, Gesamtwochen, AuszeichnungChartsChartplatzierungen (Jahr, Titel, Album, Platzierungen, Wochen, Auszeichnungen, Anmerkungen) | Anmerkungen |
| Jahr | Titel Album                                                       | Country | Anmerkungen |
| ---- | ----------------------------------------------------------------- | --- | ----------- |
| 1996 | My Heart Has a History Calm Before The Storm                      | Country5 (22 Wo.)Country |             |
| 1996 | I Do Calm Before The Storm                                        | Country2 (23 Wo.)Country |             |
| 1996 | I Meant To Do That Calm Before The Storm                          | Country39 (20 Wo.)Country |             |
| 1997 | Take It From Me Calm Before The Storm                             | Country38 (15 Wo.)Country |             |
| 1997 | A Little In Love Outside The Frame                                | Country45 (10 Wo.)Country |             |
| 1998 | What’s Come Over You –                                            | Country68 (3 Wo.)Country |             |
| 1999 | That’s The Truth                                                  | Country47 (20 Wo.)Country |             |
| 1999 | Six Tons of Toys A Paul Brandt Christmas – Shall I Play For You ? | Country66 (3 Wo.)Country |             |
| 1999 | It’s a Beautiful Thing That’s The Truth                           | Country38 (20 Wo.)Country |             |
| 2000 | That Hurts That’s The Truth                                       | Country68 (4 Wo.)Country |             |

Weitere Singes
- 2015: I’m An Open Road (feat. Jess Moskaluke, CA: Gold)

### Auszeichnungen für Musikverkäufe
| Goldene Schallplatte - Kanada - 2000: für das Album That’s The Truth Platin-Schallplatte - Kanada - 1998: für das Album Outside The Frame | 3× Platin-Schallplatte - Kanada - 1999: für das Album Calm Before The Storm |

Anmerkung: Auszeichnungen in Ländern aus den Charttabellen bzw. Chartboxen sind in ebendiesen zu finden.
| Land/RegionAuszeichnungen für Musikverkäufe (Land/Region, Auszeichnungen, Verkäufe, Quellen) | Gold     | Platin     | Verkäufe | Quellen         |
| -------------------------------------------------------------------------------------------- | -------- | ---------- | -------- | --------------- |
| Kanada (MC)                                                                                  | 3× Gold3 | 5× Platin5 | 610.000  | musiccanada.com |
| Vereinigte Staaten (RIAA)                                                                    | Gold1    | —          | 500.000  | riaa.com        |
| Insgesamt                                                                                    | 4× Gold4 | 5× Platin5 |          |                 |